# Pierre César Dery
Pierre César Dery (* 2. Februar 1768 in Saint-Pierre (Martinique); † 18. Oktober 1812 in der Schlacht bei Tarutino, Russland) war ein französischer Général de brigade der Kavallerie.

## Leben
Mit zwölf Jahren trat Dery am 4. März 1780 in die königliche Marine ein und begann seinen Dienst auf der Fregatte l’Iphigénie an. Nach ersten Beförderungen wechselte er auf die l’Élise und nahm bis 1783 am Amerikanischen Unabhängigkeitskrieg teil.
Dery wechselte im Oktober 1788 von der Marine zur Kavallerie, da er dort mehr Möglichkeiten für seine Karriere sah. In der Schlacht bei Sint-Truiden (7. März 1793) wurde er durch Säbelhiebe verletzt. Nach seiner Genesung wurde er zur Sambre- und Maas-Armee versetzt und kämpfte in der Schlacht bei Fleurus (26. Juni 1794). In dem Gefecht bei Bad Kreuznach (9. November 1794) tat er sich durch die Eroberung von zwei Kanonen hervor.
Während der Schlacht bei Marengo (14. Juni 1800) wurde er wiederum verwundet und geriet in Kriegsgefangenschaft. Auf Wunsch von Zar Alexander I. wurde Dery aber am folgenden Tag entlassen und medizinisch versorgt zur Grande Armée zurückgebracht.
Ab 12. August 1805 fungierte Dery als Aide-de-camp von Maréchal Joachim Murat und nahm an Feldzügen in Österreich und in Preußen teil.
Ab 30. Dezember 1806 führte Dery als Colonel das Kommando über das 5e régiment de hussards in der Division Lasalles. Er zeichnete sich bei Waltersdorf (4. Februar 1807) und bei Heilsberg (10. Juni 1807) durch Tapferkeit aus, wurde aber beide Male ernsthaft verwundet. Nach seiner Genesung wurde er befördert und 1809 ins Königreich Neapel versetzt.
1812 kehrte Dery nach Frankreich zurück und schloss sich Napoleons Russlandfeldzug an. Er kämpfte u. a. neben Horace-François Sébastiani tapfer bei Ostrowno (25./26. Juli 1812) und wiederum verwundet. In der Schlacht bei Tarutino (18. Oktober 1812) wurde Dery tödlich verwundet und starb noch auf dem Schlachtfeld.

## Ehrungen
- 16. Dezember 1803 Chevalier der Ehrenlegion
- 3. Mai 1810 Baron de l’Émpire
- Sein Name findet sich am östlichen Pfeiler (12. Spalte) des Triumphbogen am Place Charles-de-Gaulle (Paris).